# Elezioni parlamentari in Somalia del 1964
Le elezioni parlamentari in Somalia del 1964 si tennero il 30 marzo per il rinnovo dell'Assemblea nazionale.

## Risultati
| Liste                                      | Voti    | %     | Seggi |
| ------------------------------------------ | ------- | ----- | ----- |
| Lega dei Giovani Somali                    | 472.296 | 51,67 | 69    |
| Congresso Nazionale Somalo                 | 186.208 | 20,37 | 22    |
| Unione Democratica Somala                  | 95.707  | 10,47 | 15    |
| Partito Costituzionale Indipendente Somalo | 80.173  | 8,77  | 9     |
| Partito Somalo Unito                       | 7.552   | 0,83  | 1     |
| Partito Liberale della Gioventù Somala     | 6.766   | 0,74  | 1     |
| Lega Nazionale Somala                      | 4.354   | 0,48  | 1     |
| Unione Nazionale Africana Somala           | 3.930   | 0,43  | 1     |
| Altri                                      | 57.083  | 6,24  | 4     |
| Totale                                     | 914.069 |       | 123   |